# Chapelle Notre-Dame-de-la-Rose
La chapelle Notre-Dame-de-la-Rose est une chapelle située à Pernes-les-Fontaines dans le département français de Vaucluse en région Provence-Alpes-Côte d'Azur.

## Historique
Elle doit son nom à la peinture d'une vierge à la rose, sur un mur proche de la chapelle. Les tisseurs et cardeurs réunissaient, autrefois, leur confrérie dans ses murs. Elle est inscrite au titre des monuments historiques depuis le 29 septembre 1928.

## Architecture
De forme circulaire, la chapelle ne possède qu'une abside. Son portail, à double entrée, est surmonté d'un fronton, comportant une niche ornée d'une statuette. Sa construction date de 1628.